# Дубовець (зупинний пункт)
Дубове́ць — пасажирський зупинний пункт Коростенської дирекції Південно-Західної залізниці (Україна), розміщений на дільниці Звягель I — Житомир між зупинними пунктами Колодіївка (відстань — 5 км) і Нова Вигода (6 км). Відстань до ст. Звягель I — 68 км, до ст. Житомир — 23 км.
Розташований у Житомирському районі між селами Черемошним і Дубовцем.
Відкритий 1936 року як станція Добовець. У 2014 році станція переведена в розряд зупинних пунктів.